# Juana Inés de la Cruz
Sor (Sora) Juana Inés de la Cruz (n. 12 noiembrie 1651, Nepantla de Sor Juana Inés de la Cruz⁠(d), México, Mexic – d. 17 aprilie 1695, Ciudad de México, Coroana Castiliei), pe numele complet Juana Inés de Asbaje y Ramírez de Santillana, a fost o călugăriță, femeie de știință autodidactă și poetă mexicană.
Juana Ines de la Cruz a fost fiica ilegitima a unui Spaniol si a unei native. Bunicul matern deținea o proprietate în Amecameca unde Juana și-a petrecut primii ani, trăind alături de mama ei pe moșia Panoaya.

## Viața personală
Juana a fost interesată de citit încă de la început, și întreaga copilărie și-a petrecut-o în capela moșiei unde a explorat întreaga bibliotecă a bunicului său. A compus primul poem la frageda vârstă de opt ani. În timpul adolescenței, studia deja Logica Greacă, și preda Latina copiilor sub vârsta de 13 ani. De asemenea a învățat Nahuatl, un dialect Aztec vorbit în partea centrală a Mexicului, scriind câteva poeme scurte în acel dialect.
La vârsta de opt ani, o dată cu stingerea din viață a bunicului matern, a fost trimisă în capitală în grija mătușii materne. Și-a dorit să se deghizeze în bărbat pentru a putea studia într-o Universitate, dar familia acesteia s-a opus. A continuat să studieze acasă, și la vârsta de 16 ani a fost prezentată în curtea Viceroyului Marchiz de Mancera, unde a fost acceptată în serviciul soției acestuia. Când a împlinit 17 ani, Marchizul de Mancera a adunat un grup de școlari pentru a testa inteligența Juanei.
Reputația și frumusețea ei au atras o mare atenție din partea bărbaților. Juana Ines de la Cruz nu a fost interesată de căsătorie și a decis să își continue studiile, alegând singura variantă disponibilă - viața monahală. După intrarea ei în Mănăstirea Carmelites de St. Joseph, unde a rămas pentru câteva luni. În anul 1669, la vârsta de 21 de ani, a devenit călugăriță în Mănăstirea Ordinului lui St. Jerome, unde a rămas pana în momentul morții.
În acea mănăstireă, sora Juana se ocupa intens de studiu și bibliotecă și avea constant discuții cu studenți. Deși a scris numeroase poeme, se ocupa de asemenea cu studiul muzicii, filosofiei și științei. Camera ei, deși extrem de mică era plină de cărți, instrumente științifice și hărți.
În anul 1688 Viceroyul Marchiz de la Laguna și soția acestuia Maria Luisa, Contesa de Paredes (subiecții unor poezii de dragoste scrise de sora Juana), au părăsit Mexicul și sora Juana Ines de la Cruz și-a pierdut protecția cu care fusese obișnuită.
În anul 1690, una din scrisorile acesteia a fost puternic criticată după ce a fost publicată fără acordul ei sub denumirea de "Sor Filotea de la Cruz". Aceasta a fost puternic critică de Manuel Fernandez de Santa Cruz, patriarhul regiunii Puebla, Mexic. Răspunsul lui "Sor Filotea de la Cruz", denumit "Respuesta a Sor Filotea" este considerat primul manifest feminist, unde printre altele erau puternic discutate drepturile femeilor la educație. Juana Ines a continuat să publice lucrări non-religioase, printre ele un poem despre Sfânta Caterina de Alexandria, scris mai mult într-o formă feministă decât religioasă.
Reacția primită de Juana Ines nu a fost întocmai dorită și confesorul acesteia Nunez de Miranda i-a cerut să renunțe la viața monahală sau la pasiunea ei pentru artă. În aceea perioadă, Sora Juana și-a vândut toate cărțile alături de instrumentele muzicale și științifice, devotându-se vieții religioase.
În anul 1695, un virus a lovit mănăstirea. Pe data de 17 aprilie, după ce și-a îngrijit surorile, Juana s-a îmbolnăvit și a murit la vârsta de 43 de ani.

## Opera literară
Opera sa poetică cultivă toate speciile lirice ale timpului, în care schema literară prevalează adesea asupra experienței trăite.
În ciuda influențelor culteranismului și conceptismului, dominante în opera sa, relevă o mare originalitate și profunzime, exprimând în versuri muzicale și grațioase atât emoția spontană, ingenuă, în fața miracolelor lumii, regretul pentru viața netrăită, iubirea mai mult visată decât trăită, cât și setea de cunoaștere și efortul explicării raționale a realității.
Printre scrierile sale putem menționa: Primul vis (1690 - Primero sueño), Divinul Narcis (El divino Narciso) după modelul lui Calderón și San Hermenegildo, comedii cu intenții autobiografice.